# Querruder

Ergebnis der Rudertätigkeit: Rollen

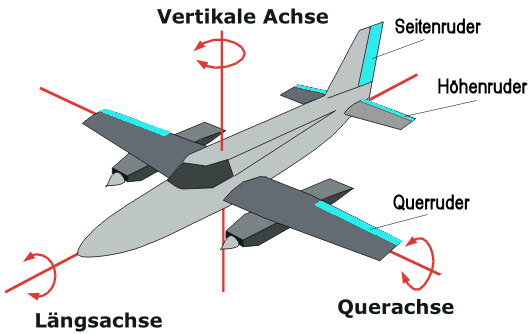
Raumachsen und Ruder eines Flugzeugs

Animierte Darstellung der Flugzeugsteuerung

Querruder (englisch aileron) sorgen bei fast allen 3-Achs-gesteuerten Flugzeugen für die Flugsteuerung um die Längsachse (auch Rollen genannt).

## Funktionsweise
Querruder sind im Allgemeinen bewegliche Klappen an den Tragflächen-Hinterkanten, die beim Betätigen der Rollsteuerung gleichzeitig und entgegengesetzt bewegt werden. Das Querruder, das nach unten bewegt wird, erhöht auf seiner Seite den Auftrieb, wodurch sich diese Tragfläche hebt. Das andere Querruder bewegt sich nach oben, verringert somit den Auftrieb und die Tragfläche senkt sich. So entsteht eine Rollbewegung um die Längsachse, welche wiederum beispielsweise die erforderliche Schräglage als Ausgangssituation für einen koordinierten Kurvenflug herbeiführt.
Teilen sich mehrere aerodynamisch wirksame Flächen die Hinterkante einer Tragfläche, so sind die Querruder meist die am weitesten außen angeordneten Steuerflächen, um eine gute Hebelwirkung bei der Erzeugung des Rollmomentes zu erreichen, Landeklappen hingegen sind meist im inneren Bereich der Flügel zu finden. Bei Düsenverkehrsflugzeugen existieren oft mehrere Querruderklappen pro Tragflächenseite, die sich in Länge, Tiefe und Position unterscheiden und die für verschiedene Geschwindigkeitsbereiche (Low-, High-Speed) ausgelegt sind.
Die Steuerklappen werden durch Seilzüge, Schubstangen, Hydraulikaktuatoren, elektrohydraulisch oder elektrisch betätigt, bei größeren Flugzeugen werden meist mehrere Möglichkeiten zur redundanten Absicherung vorgesehen. Die Querruder-Trimmung erfolgt durch so genannte Trimmruder.

## Sonderformen in Verbindung mit anderen Steuerflächen

1. Winglet
2. Low Speed Querruder
3. High Speed Querruder
4. Landeklappenträgerverkleidung
5. Krügerklappe
6. Vorflügel
7. innere Flaps
8. äußere Flaps
9. Störklappen
10. Luftbremse
11. Vortex Generator

Im modernen Flugzeugbau werden oft die ursprünglichen Funktionen einzelner Steuerflächen mit anderen Steuerfunktionen gemischt und überlagert, um die Steuerbarkeit zu verbessern, die Flugsicherheit zu erhöhen und die Leistungsdaten des Flugzeuges zu verbessern. Die Einführung von Flugkontrollrechnern und Fly-by-wire-Flugsteuerungen unterstützt diese neuen Möglichkeiten.

### Störklappen als Rollspoiler
Bei Verkehrsflugzeugen wird zur Unterstützung der Querruder üblicherweise ein Teil der Störklappen-Segmente – meist die am Flügel am weitesten außen gelegenen – eingesetzt. Bei einer Steuereingabe wird proportional zusätzlich zum nach oben gehenden Querruder des kurveninneren Flügels der Spoiler mit betätigt (ausgefahren), während die Spoilerklappen auf der gegenüberliegenden Tragfläche in ihrer eingefahrenen Ruheposition verharren. Dies wirkt neben einer Unterstützung des Rollens durch einseitige Auftriebsverminderung an der abzusenkenden Tragfläche dem durch die Querruder erzeugten Negativen Wendemoment entgegen, da an der kurveninneren Tragfläche der Widerstand erhöht wird, was wiederum ein unterstützendes Giermoment in Kurvenrichtung zur Folge hat. Beim Airbus A380 werden beispielsweise sechs der auf jeder Seite vorhandenen acht Spoilersegmente zur Unterstützung der Querruder im Außenflügel eingesetzt. Erstmals fanden Rollspoiler bei dem Nachtjäger Northrop P-61 Verwendung; die eigentlichen Querruder waren winzig.

### Spoilerons
Bei den späten Versionen der B-52 (G und H) wurde zugunsten der Rollspoiler ganz auf Querruder verzichtet. Das Kunstwort hierfür war Spoilerons aus Spoiler und Aileron.

### Taileron
Bei vielen modernen Kampfflugzeugen in üblicher Tragflächen-/Leitwerkauslegung unterstützen die meist als Pendelruder ohne Dämpfungsfläche ausgeführten Höhenruder die Querruder, indem sie zusätzlich – überlagert zu den für die Höhensteuerung erforderlichen Ruderausschlägen – wie Querruder gegensinnig bewegt werden. Beim Tornado ersetzten diese gegensinnig ausschlagenden Höhenruder herkömmliche Querruder gänzlich. Diese Bauart wird im englischen Fachbegriff auch Taileron (combined tailplane and aileron) genannt. Der Vorteil der damit möglichen extrem großen, fast über die ganze Flügellänge gehenden Landeklappen (und somit hohe Zuladung bzw. hohe Auftriebserzeugung für engen Kurvenflug im Luftkampf) wird durch eine leicht verminderte Rollrate erkauft. Um diese wichtige Kenngröße eines Kampfflugzeug auf die gefordert hohen Werte zu bringen, wurden die Flügel des Tornados relativ weit außen – und somit sehr wirksam – mit je einer Störklappe (Rollspoiler) pro Flügel ausgestattet.

### Elevon
Bei Nurflügel- und Deltakonfigurationen kommen oft Steuerflächen an der Hinterkante der Tragflächen zum Einsatz, die gleichzeitig überlagerte Steuerausschläge für Höhen- und Rollsteuerung ausführen. Diese werden mit dem Kunstwort Elevon (aus den englischen Begriffen elevator für Höhenruder und aileron für Querruder) bezeichnet.

### Flaperon
Nimmt die Querruderklappe durch gleichsinnige Verstellbarkeit eine weitere Funktionen als Wölbklappe zur Auftriebssteigerung (Landehilfe) oder zur Profiloptimierung wahr, spricht man von einem Flaperon (aus den englischen Begriffen Flap für Klappe und aileron für Querruder). Ein Beispiel hierfür ist das Segelflugzeug LS3.

## Entwicklung und Geschichte

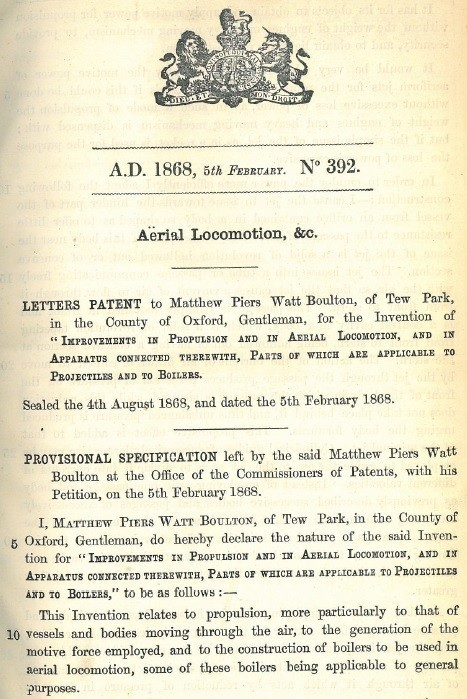
Patentschrift Aerial Locomotion von Matthew Piers Watt Boulton, 1868

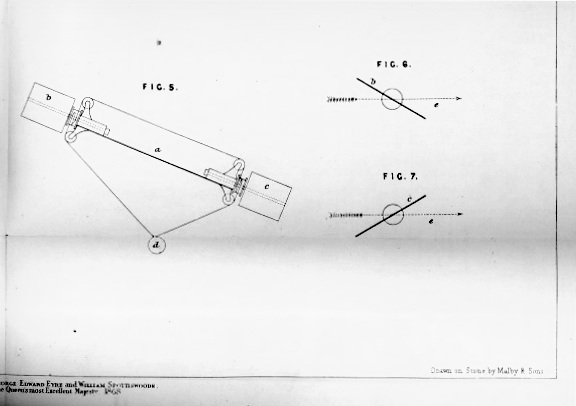
Zeichnung zum Boulton-Patent, 1868

Im 19. Jahrhundert beschäftigten sich bereits theoretisch Clément Ader, Charles Renard, Edson Fessenden Gallaudet, Alphonse Pénaud und John Joseph Montgomery mit der Möglichkeit und dem Bau eines Querruders. Der Brite Matthew Piers Watt Boulton ließ sich 1868 mit der Patentschrift Aerial Locomotion Querruder zur Verbesserung der Bewegung in der Luft patentieren.

### Flügelverwindung

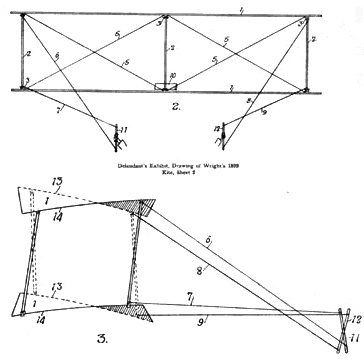
Rollsteuerung durch Verwindung – ohne Querruder – der Gebrüder Wright

In der Frühzeit der Fliegerei wurde die Rollsteuerung oft ohne eigentliche Querruder, sondern durch Tragflächenverwindung erzielt. Dabei wurden die gesamten Tragflächen über Seilzüge gegensinnig etwas in sich verdreht, wodurch sich durch die unterschiedlichen Anstellwinkel ebenfalls eine Auftriebsdifferenz zwischen beiden Flügeln und damit ein Rollen des Flugzeuges ergab.
Die Flügelverwindung wurde von den Brüdern Wright seit 1899 in Drachen und Gleitflugzeugen entwickelt und in der Praxis eingesetzt. Die Flügelverwindung verwendeten neben dem Wright Flyer auch weitere frühe Motorflugzeuge, wie die Blériot XI (1908), die Etrich Taube und ihre Nachbauten (1909), die Morane-Saulnier N (1915) und die zahlreichen Varianten des Fokker-Eindeckers (1915) sowie einige Segelflugzeuge wie die Harth-Messerschmitt S7 (1918).
Die Brüder Wright, deren Flugzeuge durch Flügelverwindung gesteuert wurden, waren der Meinung, dass ihr weitgefasstes Patent auch die von Glenn Hammond Curtiss genutzte Methode der Rollsteuerung über Querruder abdeckte und prozessierten deswegen gegen Curtiss.

### Querruder

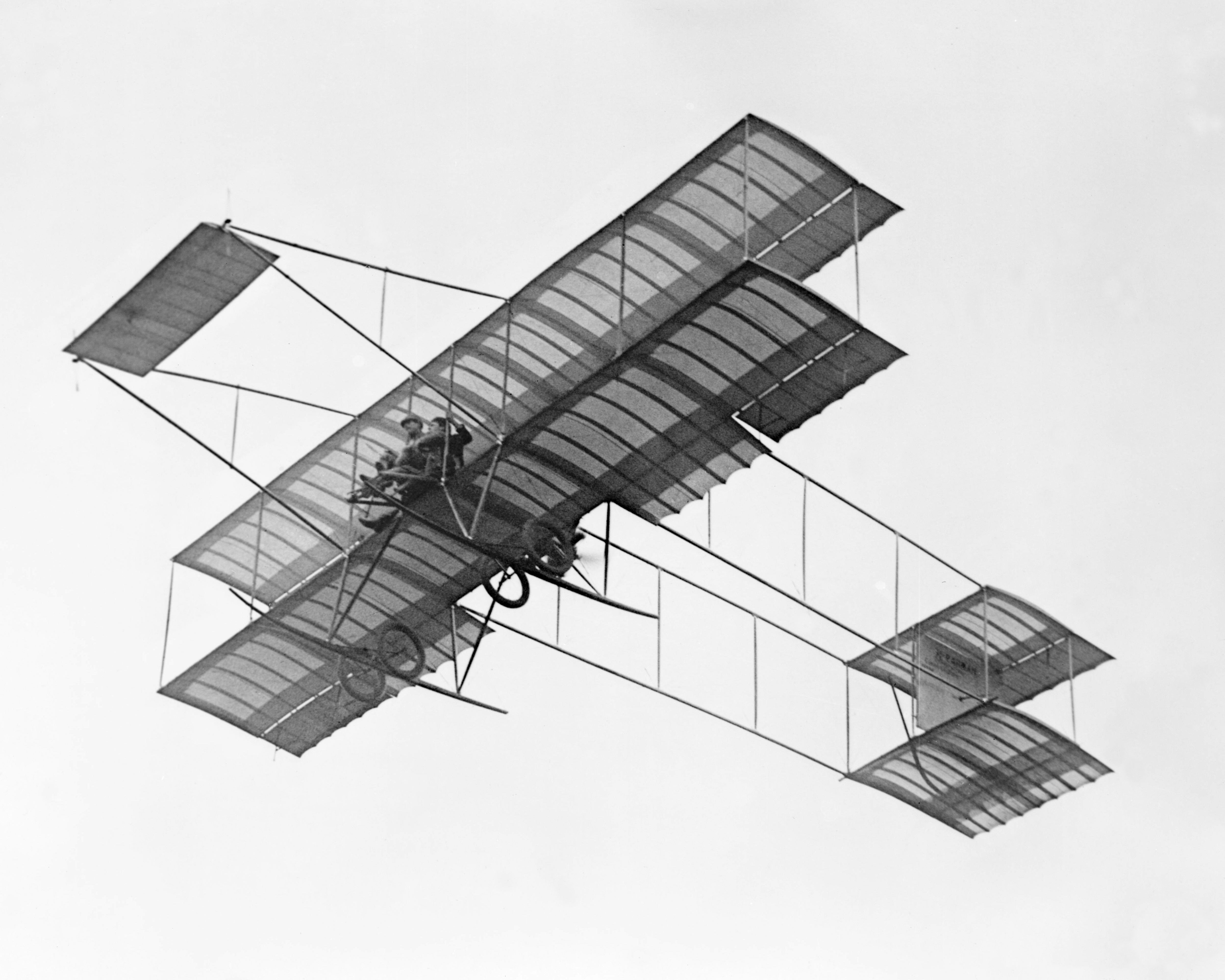
Eine Farman III im Januar 1910 im Flug von unten gesehen. Die in die Tragflächen integrierten Querruder sind gut zu erkennen.

Erstmals in Praxis wurden Querruder zur Kontrolle der Rollsteuerung durch Robert Esnault-Pelterie an einem antriebslosen Doppeldecker-Gleitflugzeug im Jahre 1904 angewendet. Zunächst waren sie wie zusätzliche Flächen realisiert. Querruder, die als bewegliche Elemente in den Hauptflügel integriert sind, wurden zuerst 1909 von Henri Farman an der Farman III verwendet.
Im Vergleich zur Verwendung von Querrudern hat die Flügelverwindung den Vorteil, dass man keine durch die Ruderklappen bedingten Spalten in der Tragfläche hat und dass die Profiltreue erhalten bleibt. Somit kann der aerodynamische Widerstand leicht reduziert werden. Die Verwindung ist jedoch konstruktiv schwer mit der nötigen Torsionsfestigkeit von moderneren, üblicherweise gepfeilten Tragflächen vereinbar: Beim Flug mit hohen Geschwindigkeiten, d. h. kleinem Anstellwinkel, entstehen starke Torsionskräfte (Auftrieb wird fast nur an der Hinterkante produziert, so wird der Flügel nach vorne tordiert), denen mit der sehr verdrehsteif ausgebildeten Torsionsnase („D-Box“) entgegengewirkt wird.

## Das negative Wendemoment
Ein nachteiliger Sekundär-Effekt des Querrudereinsatzes (auch Querruder-Gier-Moment genannt) entsteht dadurch, dass aufgrund der unterschiedlichen Druckverhältnisse auf Tragflächenober- und Unterseite das – kurveninnere – nach oben ausschlagende Querruder den Strömungswiderstand der abzusenkenden Tragfläche vermindert, das nach unten ausschlagende Querruder auf der Gegenseite durch die Erhöhung der Auftriebserzeugung und der damit einher gehenden Erhöhung des Widerstandes jedoch die Tragfläche nicht nur anhebt, sondern auch abbremst: folglich giert das Flugzeug zusätzlich zur beabsichtigten Rollbewegung, jedoch zur entgegengesetzten Seite (= negativ). Aus diesem Grund führt die Betätigung des Querruders zu einem negativen Wendemoment (also: ein Bewegen der Flugzeugnase gegen die gewollte Steuerrichtung), weshalb saubere Kurven im Flugzeug koordiniert mit Quer- und Seitenruder (in die Kurvenrichtung zum Ausgleich des negativen Wendemomentes) eingeleitet und durchflogen werden müssen.
Dies ist aufgrund der Hebelverhältnisse (große Spannweite im Verhältnis zur Gesamtlänge, damit ein großer Hebel für das angreifende Wendemoment sowie ein relativ kurzer Leitwerkshebelarm) besonders in der Segelfliegerei von großer Bedeutung, um widerstandsarme Kurvenflüge ohne Schieben oder Hängen (Schmieren) zu erzielen; als Hilfsmittel für die Koordination der Ruder dient hierzu der an jedem Segelflugzeug vorhandene Faden.
Das negative Wendemoment kann durch konstruktive Maßnahmen abgeschwächt oder weitgehend neutralisiert werden. Eine mechanisch einfach zu realisierende Möglichkeit der Abschwächung ist eine differenzierte Ansteuerung mit unterschiedlichen Ausschlägen, bei der die Querruderklappen nach unten weniger weit ausschlagen als nach oben. So wird der Ausschlag den unterschiedlichen Druckverhältnissen auf Ober- und Unterseite des Flügels angepasst und die Widerstandmomente werden gleichmäßiger. Eine weitere Möglichkeit ist die Gestaltung der Ruder selbst als Friese-Querruder, bei der der Scharnier-Drehpunkt der Ruderklappe so gelegt wird, dass bei einem Ausschlag nach oben auch der Widerstand an der Unterseite des Klappenspaltes stark erhöht wird, um ein ausgleichendes Widerstandsmoment zu schaffen. Weiterhin hilft bei größeren Flugzeugen der Einsatz von Störklappen als Rollspoiler (siehe oben), das Wendemoment zu neutralisieren; solche Flugzeuge besitzen oft auch einen sog. Gierdämpfer (engl. yaw damper), der automatisch den Seitenruderausschlag für verschiedene Flugzustände anpasst; ein bewusstes Mitsteuern des Seitenruders durch den Piloten erübrigt sich in diesem Fall. Ebenso kann mechanisch oder über den Flugkontrollrechner ein gewisser, sinnrichtiger Seitenruderausschlag automatisch zur Querruder-Steuereingabe hinzu gemischt werden.

## Querruderumkehr
Wird das Querruder betätigt, so erhöht sich an jenem Flügel, bei dem das Querruder nach unten ausschlägt, durch die stärkere geometrische Wölbung der Profil-Skelettlinie der Nullanstellwinkel und damit der Auftrieb. Zusätzlich verursacht das nach unten in den Bereich höheren Druckes ausschlagende Querruder auch eine Widerstandserhöhung.
In extremem Langsamflug kann dies zu einseitigem Strömungsabriss an diesem Flügel führen, wodurch er, anstatt sich nach oben zu bewegen, nach unten „fällt“. Da gleichzeitig durch den erhöhten Widerstand auch eine Drehbewegung um die Hochachse verursacht wird, kann dies das Flugzeug ins Trudeln bringen. Dieser Effekt wird, technisch etwas ungenau, „Querruderumkehr“ genannt.
Die meisten modernen Flugzeuge weisen durch geeignete konstruktive Maßnahmen kaum noch eine Querruderumkehr auf.